# معا إلى الأبد (مسلسل)
معا إلى الابد (بالإسبانية: Direito de Amar)‏ مسلسل برازيلي مدبلج باللغة العربية تم عرضه على شاشة مركز تلفزيون الشرق الأوسط (MBC).سنة 1992، من إنتاج شركة آمار سنة 1987، بطولة الممثلة البرازيلية غلوريا بيريس والممثل كارلوس فيريزا (Carlos Vereza) والممثل البرازيلي الراحل لورو كورونا (Lauro Corona).

## ملخص المسلسل
تبدأ أحداث القصة في مدينة ريو دي جانيرو بداية القرن العشرين.

## وصلات خارجية
- (فيديو): موسيقى مقدمة حلقات المسلسل
- معا الى الابد على موقع IMDb (الإنجليزية)
- معا الى الابد على موقع كينوبويسك (الروسية)
- معا الى الابد على موقع قاعدة بيانات الفيلم (الإنجليزية)